# Min elskede - Amorosa
Min elskede - Amorosa er en svensk dramafilm fra 1986 instrueret af Mai Zetterling. Filmen er en skildring af forfatteren Agnes von Krusenstjernas liv og har blandt andre Stina Ekblad og Erland Josephson i hovedrollerne.
Filmen havde premiere i Sverige den 14. marts 1986 og udkom i Danmark syv måneder senere den 17. oktober.

## Handling
Biografisk skildring af forfatterinden Agnes von Krusenstjernas liv. Hun var adelig og gjorde voldsomt oprør mod sit miljø. Hun skrev skånselsløst om adelen i sine bøger og chokerede også ved uforbeholdent at skildre erotikken - ikke mindst kvinders erotiske følelser.

## Medvirkende
- Stina Ekblad som Agnes von Krusenstjerna
- Erland Josephson som David Sprengel
- Philip Zandén som Adolf von Krusenstjerna
- Lena T. Hansson som Ava
- Olof Thunberg som Ernst von Krusenstjerna
- Peter Schildt som Gerhard Odencrantz
- Inga Landgré som søster Klara
- Inga Gill som fru Tollen
- Nils Eklund som Salomon Gottliebsen
- Anita Björk som Arvida Gottliebsen
- Börje Ahlstedt som Joachim Rosenhjelm
- Mimi Pollak som friherreinde Rosenhjelm
- Gösta Krantz som Felix Tollen
- Lauritz Falk som Hugo Hamilton
- Gunnel Broström som Evelina Hamilton